# Tal Szachar
Tal Szachar (hebr.: טל שחר) – moszaw położony w samorządzie regionu Matte Jehuda, w Dystrykcie Jerozolimy, w Izraelu.
Leży w Szefeli, w otoczeniu moszawów Jesodot, Bekoa, Celafon i Kefar Urijja, oraz kibucu Miszmar Dawid. Na zachód od moszawu znajduje się duża baza wojskowa Sił Obronnych Izraela. Na południe od moszawu znajduje się Baza rakietowa Sedot Micha, należąca do Sił Powietrznych Izraela.

## Historia
Pierwotnie w miejscu tym znajdowała się arabska wioska Khirbat Bayt Far, której mieszkańcy podczas wojny domowej w Mandacie Palestyny zostali deportowani przez żydowską Haganę.
Współczesny moszaw został założony w 1948 przez żydowskich imigrantów z Polski, Grecji i Turcji. Nazwany na cześć Henry Morgenthau (1891-1967), twórcy projektu dotyczącego kształtu Niemiec po zakończeniu II wojny światowej, znanego jako Plan Morgenthaua (w niem. Poranna Rosa).

## Edukacja
W moszawie jest szkoła podstawowa.

## Kultura i sport
Znajduje się tutaj ośrodek kultury oraz basen kąpielowy.

## Gospodarka
Gospodarka moszawu opiera się na intensywnym rolnictwiem i sadownictwie. Znajduje się tutaj winnica Soreq Winery.
Firma Seaspeed Ltd. produkuje różnorodne kajaki, pontony oraz baseny.

## Komunikacja
Z moszawu w kierunku północnym wychodzi lokalna droga, która dociera do drogi ekspresowej nr 3  (Aszkelon-Modi’in-Makkabbim-Re’ut), która na północny wschód od moszawu krzyżuje się z drogą ekspresową nr 44  (Holon-Eszta’ol).